# Heinrich Ringerink
Heinrich Ringerink (né avant 1583 et mort en 1629 à Copenhague) est un sculpteur nord-allemand, dont les œuvres se trouvent dans de nombreuses églises de l'ancien duché de Schleswig.

## Biographie
Ringerink travaille à Flensbourg pendant plus de 40 ans. Il est mentionné pour la première fois en 1583 comme tailleur de pierre et en 1588 et 1589 comme tailleur de pierre et charpentier. Plus tard, il est cité comme sculpteur. Vers 1600, il dirige un atelier de sculpture, considéré à l'époque comme l'atelier le plus important du nord de l'Allemagne. On l'appelle donc parfois simplement "Hinrich Bildneider". Son nom de famille pourrait être une indication qu'il a reçu sa formation en Westphalie ou qu'il a immigré de là à Flensbourg. Ringerink est accepté comme maître dans la guilde de sculpture de Flensbourg en 1597. Outre le mobilier, les cercueils, les autels, les baptêmes et les épitaphes, il réalise principalement des chaires. Ses deux œuvres majeures sont l'autel de l'église Sainte-Marie de Flensbourg en 1598, qu'il crée en étroite collaboration avec le peintre et doreur Johan II van Enum, et le buffet d'orgue de l'église Saint-Nicolas de Flensbourg de 1604 à 1609. Ringerink forme de nombreux sculpteurs qui continuent à travailler dans son style après sa mort. En 1615, il achète une maison à la Ramsharde. En 1627, il quitte Flensbourg à cause des troubles de la guerre et se rend à Copenhague.
Ringerink est marié et a au moins un fils, Gert Ringerinck (1629-1658), qui travaille comme graveur d'images. Il est son fils aîné. Sa femme meurt comme lui à Copenhague en 1629. Il y a aussi un Johan Ringeling (Ringerinck), qui travaille à Flensbourg de 1637 à 1660, et un sculpteur sur pierre Peter Ringering (né en 1612 à Holstein, mort en 1650 à Dantzig), qui lui sont peut-être apparentés.

## Chaires de Heinrich Ringerink et de son entourage

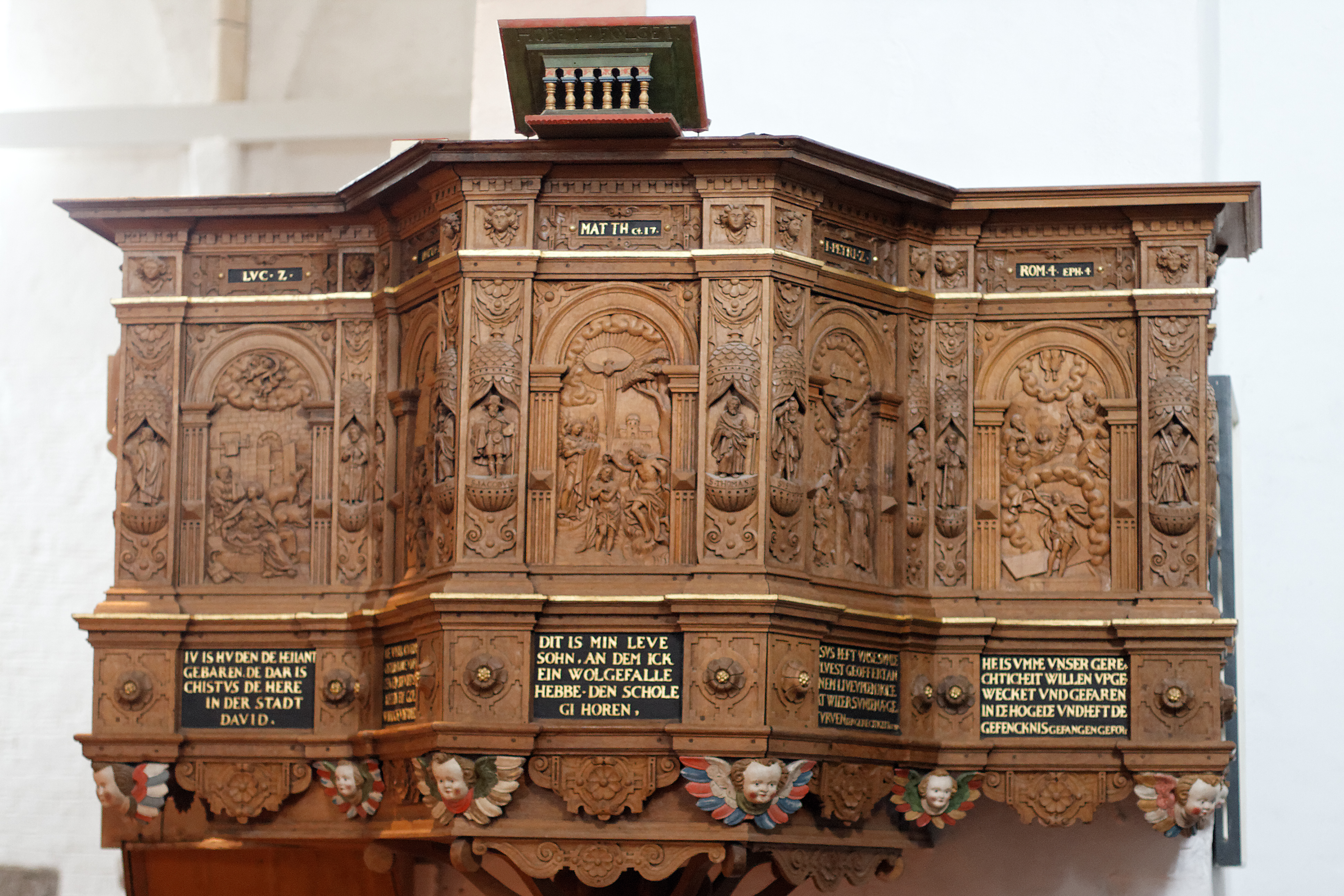
Chaire de l'église Saint-Jean de Nieblum.

Dans siècle qui suit l'apparition de la Réforme protestante, le sermon devient de plus en plus important dans les offices. Dans de nombreux bâtiments d'église, donc, des chaires très élaborées sont achetées vers 1600 en signe d'appréciation.
Toutes les chaires de Ringerink sont sculptées dans du chêne et conçues à l'origine comme des chaires suspendues. Les reliefs scéniques incrustés sont caractéristiques. Étant donné que les motifs sont répétés et que les scènes peuvent être retracées au même modèle graphique, les chaires Ringerink, ainsi que celles de ses élèves et compagnons, peuvent être facilement identifiées.
Il y a trois groupes de chaires :
- Les chaires du "type de l'est de Flensbourg" sont caractérisées par des pilastres d'acanthe. Une particularité sont les reliefs représentés dans le profil (de trois quarts) d'hommes et de femmes en costumes d'époque différents dans l'entablement, qui sont considérés comme un ordre de statut. Les chaires de type de l'est de Flensbourg représentent le groupe le plus ancien au sein de l'œuvre de Heinrich Ringerink (1599-1615). Le plus ancien exemple de ce type ne vient pas de Ringerink lui-même, mais de Johan von Bremen.
- Les chaires du "type de l'ouest de Flensbourg" ont un plan d'étage, la chaire de la galerie suspendue à six ou sept côtés. Elles se caractérisent par une séparation verticale des champs de chaire par des apôtres sous des auvents. Les chaires du type de l'ouest de Flensbourg sont réalisées par Nils Tagsen et Jorgen Ringnis même après Ringerink.
- L'élévation de la chaire de "type Angler" est structurée par des pilastres ou cariatides de hermès, qui sont repris directement par Hans Vredeman de Vries. Les chaires de l'atelier dit Angeliter s'adossent au type pêcheur.

## Source, notes et références
- (de) Cet article est partiellement ou en totalité issu de l’article de Wikipédia en allemand intitulé « Heinrich Ringerink » (voir la liste des auteurs).

1. ↑  (de) « Innensanierung der Kirche St. Nikolai », sur Flensburg Journal, 2021 (consulté le 27 octobre 2021)